# Do Thái giáo Cải cách

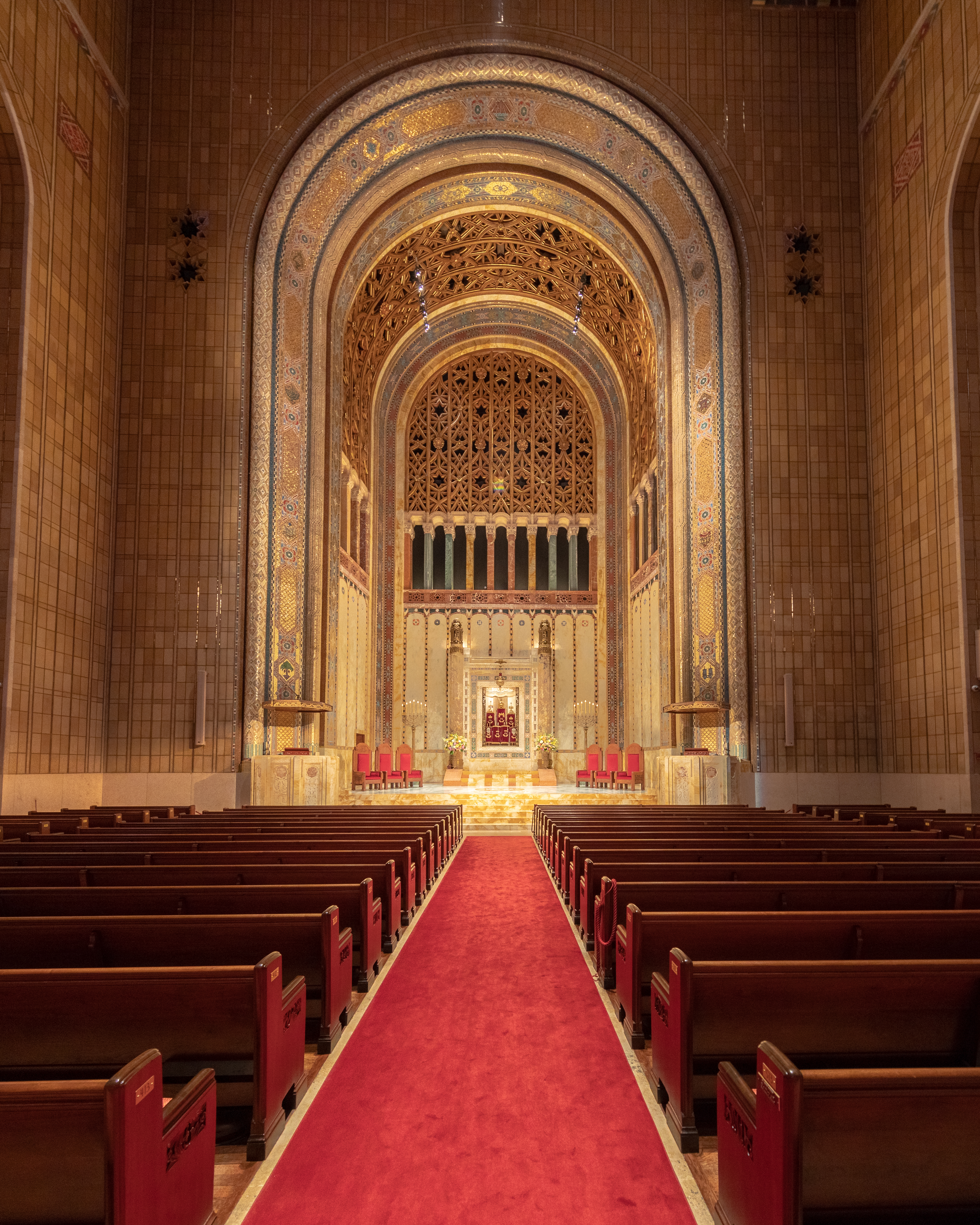
Nội thất của Giáo đoàn Emanu-El ở New York, giáo đường Do thái giáo Cải cách lớn nhất trên thế giới.

Do Thái giáo Cải cách (còn được gọi là Do Thái giáo Tự do hoặc Do Thái giáo Tiến bộ) là một giáo phái Do Thái chính nhấn mạnh bản chất phát triển của đức tin, tính ưu việt của các khía cạnh đạo đức của nó so với các nghi lễ, và niềm tin vào sự mặc khải liên tục, gắn bó chặt chẽ với lý trí của con người và trí tuệ, và không tập trung vào thần linh ở Núi Sinai. Là một nhánh tự do của Do Thái giáo, nó có đặc điểm là giảm bớt căng thẳng về việc tuân thủ nghi lễ và cá nhân, liên quan đến Luật Do Thái là không ràng buộc và cá nhân Do Thái là tự chủ, và rất cởi mở với các ảnh hưởng bên ngoài và các giá trị tiến bộ. Nguồn gốc của Do Thái giáo Cải cách nằm ở Đức vào thế kỷ 19, nơi Giáo sĩ Abraham Geiger và các cộng sự của ông đã hình thành các nguyên tắc ban đầu của nó. Kể từ những năm 1970, phong trào đã áp dụng chính sách hòa nhập và chấp nhận, mời càng nhiều càng tốt tham gia vào các cộng đồng của nó, thay vì sự rõ ràng về lý thuyết. Nó được xác định mạnh mẽ với các chương trình nghị sự chính trị và xã hội tiến bộ, chủ yếu theo bảng tự đánh giá truyền thống của người Do Thái tikkun olam, hay "sửa chữa thế giới". Tikkun olam là phương châm trung tâm của Cải cách Do Thái giáo và hành động vì lợi ích của nó là một trong những kênh chính để các tín đồ thể hiện sự liên kết của họ. Trung tâm quan trọng nhất của phong trào ngày nay là ở Bắc Mỹ.
Các nhánh khu vực khác nhau chia sẻ những niềm tin này, bao gồm Liên minh Cải cách Do Thái giáo Hoa Kỳ (URJ), Phong trào Cải cách Do Thái giáo (MRJ) và Do Thái giáo Tự do ở Anh, và Phong trào Do Thái giáo Cải cách và Tiến bộ của Israel, tất cả đều thống nhất trong Liên minh Quốc tế vì Do Thái giáo Tiến bộ. Được thành lập vào năm 1926, WUPJ ước tính tổ chức này đại diện cho ít nhất 1,8 triệu người ở 50 quốc gia: gần một triệu hội người lớn đã đăng ký, cũng như gần như nhiều cá nhân không có liên kết xác định với giáo phái. Điều này khiến nó trở thành giáo phái Do Thái lớn thứ hai trên toàn thế giới.